# Centre d'Estudis Riudomencs Arnau de Palomar
El Centre d'Estudis Riudomencs Arnau de Palomar (CERAP) és una associació cultural independent fundada a Riudoms l'any 1978. El seu objectiu és la promoció i divulgació de la cultura local. La seva activitat s'organitza a través de seccions per cobrir diversos temes culturals com: Art, Ball de Bastons, Ciències Naturals, Ciències Socials, Colla de Diables, Colla de Diablons, Escacs, Gastronomia, Lo Dràcom de Riudoms, Muntanya i Publicacions. Antigament havia tingut seccions que tractaven temes com: Estudis Històrics i Locals, Fotografia, Arxiu Històric, Cinema, Espelologia, Numismàtica, Protohistòria i Prehistòria. A banda de les iniciatives de les Seccions l'entitat organitza exposicions, conserva un fons bibliogràfic de temàtica local, organitza conferències, xerrades i actuacions musicals. També organitza seminaris agraris, beques d'investigació, cursos formatius i altres projectes de dinamització cultural, foment del diàleg social a nivell local.

## Història
L'entitat va ser fundada 10 de desembre de 1978 per un grup de joves de Riudoms. El seu antecedent directe fou la Junta Promotora del Museu Històric Municipal, que tenia l'objectiu de recollir un fons ampli de materials arqueològics, etnogràfics i documentals per constituir un museu històric de titularitat municipal, projecte que, un cop recollit el fons, no reeixí. En el context sociopolític de l'època, arreu de Catalunya anaren sorgint centres d'estudis amb la finalitat, en plena Transició, de promoure la recuperació de la cultura i la llengua pròpia del país i de treballar en el foment de la investigació i les arts. L'entitat es va fundar doncs amb l'objectiu de procurar la conservació i promoció del patrimoni cultural de Riudoms i fomentar tota mena de manifestacions, activitats i investigacions culturals. El 1979 va començar la seva activitat editorial, amb la fundació de la revista Lo Floc. El 1981 començarien a publicar els "Quaderns de Divulgació Cultural".

## Premis Arnau de Palomar
Des de 1981 l'entitat organitza els Premis Arnau de Palomar, actualment amb coorganitzats per les Regidories de Cultura i Joventut de l'Ajuntament de Riudoms. Es tractà inicialment d'un premi de foment de recerca i investigació, però amb els anys s'ha diversificat en diferents disciplines: investigació, pintura, narrativa, poesia, fotografia, vídeo i animació cultural.